# Mario Imperoli
Mario Imperoli, né à Rome le 24 juin 1931 et mort dans la même ville le 24 décembre 1977, est un réalisateur, producteur, scénariste et journaliste italien.

## Biographie
Né à Rome, Mario Imperoli a commencé sa carrière en tant que journaliste pour plusieurs magazines et journaux,. Il entre dans l'industrie du cinéma en 1970, en tant que scénariste et producteur du giallo L'interrogatorio de Vittorio De Sisti . Il a ensuite réalisé huit films, souvent caractérisés par des thèmes érotiques. Il a dirigé Gloria Guida dans son premier film, La lycéenne découvre l'amour
,.

## Filmographie partielle
- 1972 : Mia moglie, un corpo per l'amore (it)
- 1974 : La lycéenne découvre l'amour (La ragazzina)
- 1974 : Istantanea per un delitto
- 1975 : Couples impudiques (Blue Jeans)
- 1975 : Le dolci zie
- 1976 : Comme des chiens enragés  ( Come cani arrabbiati)
- 1977 : Quella strana voglia d'amare (it)
- 1977 : Canne mozze (it)